# Geranium lainzii
Geranium lainzii är en näveväxtart som beskrevs av Carlos Aedo. Geranium lainzii ingår i släktet nävor, och familjen näveväxter. Inga underarter finns listade i Catalogue of Life.